# Under belägring
Under belägring (engelska: Under Siege) är en amerikansk-fransk actionfilm från 1992 i regi av Andrew Davis med Steven Seagal i huvudrollen som hjälten och Tommy Lee Jones som skurken. 
Filmen hade Sverigepremiär den 29 januari 1993.

## Handling
Underofficeraren Casey Ryback (Steven Seagal) är egensinnig kökschef ombord på slagskeppet USS Missouri, men vad endast fartygschefen (Patrick O'Neal) vet är att Ryback är en tidigare kommandosoldat i Navy SEALs. USS Missouri har samma år deltagit i Gulfkriget och deltar i minnesceremonin vid Pearl Harbor, 50 år efter attacken i närvaro av president George H.W. Bush. Efter högtidligheterna kastar fartyget loss i gryningen för sin sista seglats innan hon avrustas i Kalifornien. 
Under färden mot Kalifornien hamnar Ryback ofrivilligt i händelsernas centrum då fartyget kapas av ett gäng legosoldater ledda av den cyniskt desillusionerade CIA-agenten William Strannix (Tommy Lee Jones), som flygs in med en större helikopter under förevändningen att vara ett coverband samt cateringpersonal. Stranix är i maskopi med den förrädiske sekonden (Gary Busey) och de har för avsikt att länsa örlogsfartyget på dess kärnvapenbestyckade tomahawkrobotar för vidare försäljning till Nordkorea eller annan högstbjudande främmande makt. Fartygschefen och de som försöker göra motstånd mördas brutalt och större delen av den återstående besättningen interneras i förskeppet. Strannix meddelar kaxigt Washington, D.C. att "ni kan inget göra eftersom jag har avfyrningskoderna" och "välkomna till revolutionen".
Ryback tar egenmäktigt upp jakten på terroristerna och tillsammans med den initialt än mer ovilliga Playboy-modellen Jordan Tate (Erika Eleniak), som var inhyrd att hoppa upp topless ur en tårta för besättningen. Ryback kommer via satellittelefon i kontakt med sin förre chef, kommendör Nick Garza (Dale Dye), i Pentagon som ingår i krisledningen som rådgivare. Ryback och Tate fritar några medlemmar av besättningen som blivit inlåsta i sina hytter och under ledning av den handlingskraftige Ryback erövrar de meter för meter av slagskeppet och eliminerar i stadig takt fienden. Frustrerad av Rybacks framryckning avfyrar Strannix som hämnd en robotattack med taktiska kärnvapen mot Honolulu. Om Ryback inte lyckas stoppa Strannix kommer Missouri att sänkas i ett massivt anfall av bombflyg från hangarfartyget USS Nimitz. En Tomahak-robot skjuts ned av en F/A-18 Hornet, men en robot återstår och med tiden som återstår innan nedslag kan den enbart avaktiveras ombord från Missouri. Insatserna är höga när Ryback i sin katt-och-råtta-lek slutligen möter Strannix öga mot öga.

## Rollista (i urval)
| Steven Seagal   | – Casey Ryback          |
| Tommy Lee Jones | – William Strannix      |
| Gary Busey      | – kommendörkapten Krill |
| Erika Eleniak   | – Jordan Tate           |
| Patrick O'Neal  | – kommendör Adams       |
| Andy Romano     | – amiral Bates          |
| Nick Mancuso    | – Tom Breaker           |
| Lee Hinton      | – Cue Ball              |
| Troy Evans      | – Granger               |
| Damian Chapa    | – Tackman               |
| Glenn Morshower | – fänrik Taylor         |
| Dale Dye        | – kommendör Garza       |
| Raymond Cruz    | – Ramirez               |

## Produktion
Större delen av filmen spelades in ombord på museifartyget USS Alabama (BB-60) i Mobile, Alabama. Produktionen påbörjades i mars 1992. Den största utmaningen för regissören var att få det att se ut som om fartyget befinner sig i rörelse ute till sjöss. Filmens ursprungliga titel var Dreadnought, men testpubliken svarade inte bra på den. Steven Seagal var i konflikt med marknadsföringschefer vid Warner Bros som insisterade på att filmen skulle ha en titel på tre ord, i likhet med Seagals tidigare filmer från WB. Seagals linje vann till slut.
Filmen har av kritiker omnämnts som en version av Die Hard till sjöss. 
Filmen nominerades till två Oscars: för bästa ljud och bästa ljudredigering.